# Filadelfo de Azevedo
José Filadelfo de Barros e Azevedo (na grafia original, José Philadelpho de Barros e Azevedo; Rio de Janeiro, 13 de março de 1894 — Haia, 7 de maio de 1951) foi um magistrado, jurista e político brasileiro. Foi interventor do então Distrito Federal de 3 de novembro de 1945 a 30 de janeiro de 1946 e ministro do Supremo Tribunal Federal de 16 de agosto de 1942 a 26 de janeiro de 1946.
Cursou humanidades no Colégio Pedro II, e no ano de 1914 bacharelou-se em Direito na Faculdade de Ciências Jurídicas e Sociais, hoje Faculdade Nacional de Direito da UFRJ.
Foi o primeiro juiz brasileiro indicado para o Tribunal Internacional de Justiça da ONU em 1946 (embora outros já tivessem servido a Corte Permanente de Justiça de Haia, que a antecedeu).

## Obras
- Direito moral do escriptor. Rio de Janeiro (1930);
- Um triênio de judicatura. São Paulo (1948).